# Firma inwestycyjna
Firma inwestycyjna – oznacza każdą osobę prawną, której działalność prowadzona w sposób zawodowy i regularny polega na świadczeniu jednej lub większej liczby usług inwestycyjnych na rzecz osób trzecich bądź prowadzeniu jednego lub większej liczby rodzajów działalności inwestycyjnej.
Według ustawy z dnia 29 lipca 2005 r. o obrocie instrumentami finansowymi rozumie się przez to dom maklerski, bank prowadzący działalność maklerską, zagraniczną firmę inwestycyjną prowadzącą działalność maklerską na terytorium Rzeczypospolitej Polskiej oraz zagraniczną osobę prawną z siedzibą na terytorium państwa innego niż państwo członkowskie, prowadzącą na terytorium Rzeczypospolitej Polskiej działalność maklerską.